# Jon Hyon-guk
Jon Hyon-guk (ur. 30 sierpnia 1978) – północnokoreański zapaśnik w stylu wolnym. Brązowy medalista mistrzostw świata w 2005. Zdobył srebrny medal na igrzyskach azjatyckich w 2006. Wicemistrz Azji w 2005 i 2006 roku.